# Diocese de Parnaíba
A Diocese de Parnaíba (Dioecesis Parnaibensis), é uma circunscrição eclesiástica da Igreja Católica Apostólica Romana no Brasil, criada no dia 16 de dezembro de 1944 pela bula Ad Dominici gregis bonum do Papa Pio XII. Sediada em Parnaíba, no estado do Piauí, seu bispo é Dom Edivalter Andrade.

## História
Criada em 16 de dezembro de 1944 pela bula Ad Dominici gregis bonum do Papa Pio XII, a nova diocese foi desmembrada da então Diocese de Teresina. A instalação da Diocese de Parnaíba se deu no dia 8 de setembro de 1945 e sua padroeira é Nossa Senhora da Divina Graça.

## Bispos
Ao longo de sua história, a diocese teve sete bispos.
| #                  | Nome                             | Período   | Notas                         |
| Bispos             | Bispos                           | Bispos    | Bispos                        |
| ------------------ | -------------------------------- | --------- | ----------------------------- |
| 7º                 | Edivalter Andrade                | 2023-     | Atual                         |
| 6º                 | Juarez Sousa da Silva            | 2016-2023 | Nomeado arcebispo de Teresina |
| 5º                 | Alfredo Schäffler                | 2001-2016 | Bispo emérito                 |
| 4º                 | Joaquim Rufino do Rêgo           | 1986-2001 |                               |
| 3º                 | Edvaldo Gonçalves Amaral, S.D.B. | 1980-1985 | Nomeado arcebispo de Maceió   |
| 2º                 | Paulo Hipólito de Souza Libório  | 1959-1980 |                               |
| 1º                 | Felipe Benito Condurú Pacheco    | 1946-1959 |                               |
| Bispos coadjutores |                                  |           |                               |
|                    | Alfredo Schäffler                | 2000-2001 |                               |
|                    | Juarez Sousa da Silva            | 2016      |                               |